# Armand Carrel
Armand Carrel (Rouen, 8 de maio de 1800 — Saint-Mandé, 24 de julho de 1836) foi um jornalista, historiador e ensaista francês.

## Juventude
Jean-Baptiste Nicolas Armand Carrel nasceu em Rouen. Seu pai era um rico comerciante e ele recebeu uma educação liberal no Lycée Pierre Corneille em Rouen, depois frequentando a escola militar em St Cyr. Ele tinha uma profunda admiração pelos grandes generais de Napoleão, e seu espírito intransigente e opiniões independentes o marcavam como um líder. Entrando no exército como subtenente, ele teve um papel secreto, mas ativo, na malsucedida Conspiração de Belfort. Com a eclosão da guerra com a Espanha em 1823, Carrel, cujas simpatias eram com a causa liberal, renunciou e conseguiu fugir para Barcelona. Ele se matriculou na legião estrangeira e lutou bravamente contra seus antigos camaradas. A legião foi obrigada a se render perto de Figueres, e Carrel foi feito prisioneiro por seu ex-general, Damas. Houve considerável dificuldade quanto aos termos de sua capitulação, e um conselho de guerra condenou Carrel à morte. A sentença não foi executada e ele logo foi absolvido e libertado.

## Carreira em Jornalismo
Terminada finalmente a carreira de soldado, Carrel decidiu dedicar-se à literatura. Ele foi para Paris e começou como secretário do historiador Augustin Thierry. Seus serviços foram considerados de grande valor e ele obteve um treinamento admirável como escritor, levando-se a investigar eventos interessantes da história britânica. A sua primeira obra importante (já tinha escrito alguns resumos históricos) foi a História da Contra-Revolução na Inglaterra, um estudo político extremamente competente dos acontecimentos que culminaram na "Revolução Gloriosa".
Aos poucos, ele se tornou conhecido como jornalista de vários periódicos; mas não foi até que formou sua conexão com o Le National, um diário fundado em 1830, que ele se tornou uma potência na França. No início, Le National foi um esforço colaborativo de Adolphe Thiers, François Mignet, Auguste Sautelet e Carrel; mas depois da revolução de julho de 1830, Thiers e Mignet assumiram o cargo, e toda a gestão da publicação foi deixada nas mãos de Carrel. Sob sua direção, o jornal tornou-se o principal órgão político de Paris. Seu julgamento era incomumente claro, seus princípios sólidos e bem fundamentados, sua sinceridade e honestidade inquestionáveis; e a essas qualidades uniu um estilo admirável, lúcido, preciso e equilibrado.
Como defensor da democracia, Carrel enfrentou sérios perigos. Certa vez, ele foi enviado à prisão de Sainte-Pélagie e compareceu várias vezes ao Tribunal de Paris para responder por seu diário. Em julho de 1835, ele foi um dos vários editores e escritores de jornais presos após a tentativa de assassinato do rei Luís Filipe I por Giuseppe Marco Fieschi.

## Morte
Carrel já havia lutado dois duelos com editores de jornais rivais. A terceira disputa, que o levou ao duelo com Émile de Girardin, era menor e poderia ter sido resolvida amigavelmente, não fosse a obstinação de Carrel. O encontro teve lugar na manhã de 22 de julho de 1836 no subúrbio parisiense de Saint-Mandé. De Girardin foi ferido na coxa, Carrel na virilha. O ferimento imediatamente pareceu perigoso e Carrel foi levado para a casa de um amigo, onde morreu dois dias depois, aos 36 anos.

## Legado
As obras de Carrel foram publicadas em cinco volumes com notas biográficas de Émile Littré, (Paris, 1858).
No 19º arrondissement de Paris, a Place Armand-Carrel (em francês) e a Rue Armand-Carrel (em francês) levam seu nome. O primeiro foi nomeado em um decreto de 1879.

## Obras publicadas

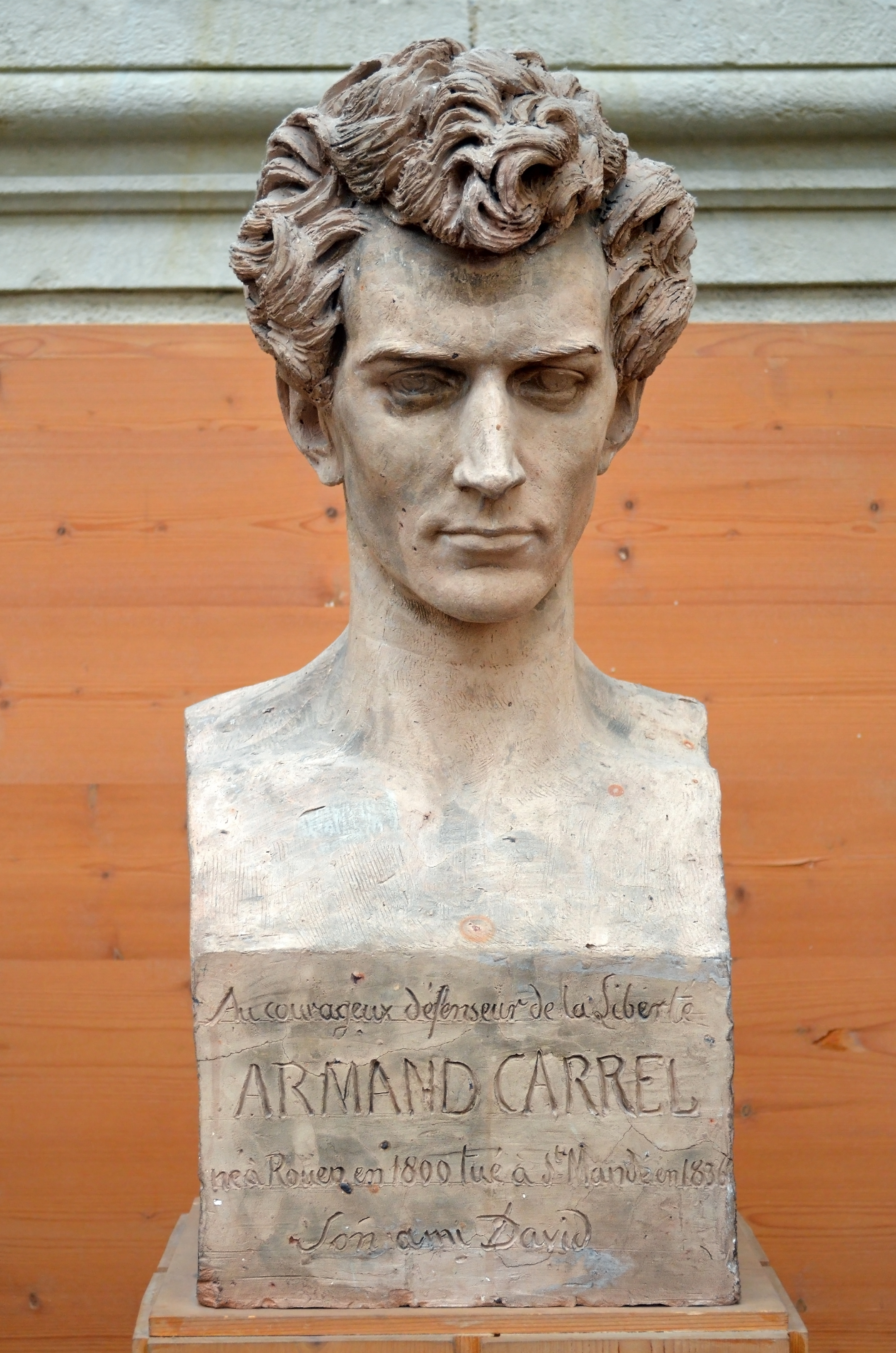
Armand Carrel, David d'Angers (1838).

Para além inúmeros artigos em ji«ornais, é autor das seguintes monografias:
- Résumé de l’histoire des Grecs modernes, 1823
- Histoire de la contre-révolution en Angleterre, 1827
- Essai sur la vie et les écrits de Paul-Louis Courier
- Essai sur la littérature anglaise, 1836
- «Euvres littéraires et économiques». precedida de uma nota biográfica sobre o autor escrita por Émile Littré, Éd. Charles Romey, 5 vols. 1857-1859